# Lisa Ryzih
Lisa Ryzih (geboren Елизавета Владимировна Рыжих, Jelizaveta Vladimirovna Ryzjich, Omsk, 27 september 1988) is een atleet uit Duitsland.
In 2003 en 2004 werd Ryzih wereldkampioene bij de junioren.
Op de Olympische Zomerspelen van Londen in 2012 nam Ryzih voor Duitsland deel aan het onderdeel polsstokspringen. Ze werd zesde. Vier jaar later op de Olympische Zomerspelen van Rio de Janeiro behaalde ze een tiende plaats.
Op de Europese kampioenschappen atletiek 2016 behaalde ze een zilveren medaille.
Het jaar daarop, op de Wereldkampioenschappen atletiek 2017, viel ze met een vijfde plaats net buiten de medailles. Op de Europese kampioenschappen indooratletiek 2017 sprong ze met een persoonlijk record van 4,75 meter naar de tweede plaats.

## Nationaal kampioen
Sinds 2008 neemt Ryzih deel aan de nationale kampioenschappen in Duitsland, en werd ze viermaal nationaal kampioene, en bij de indoor-kampioenschappen vijfmaal.